# 城堡峭壁

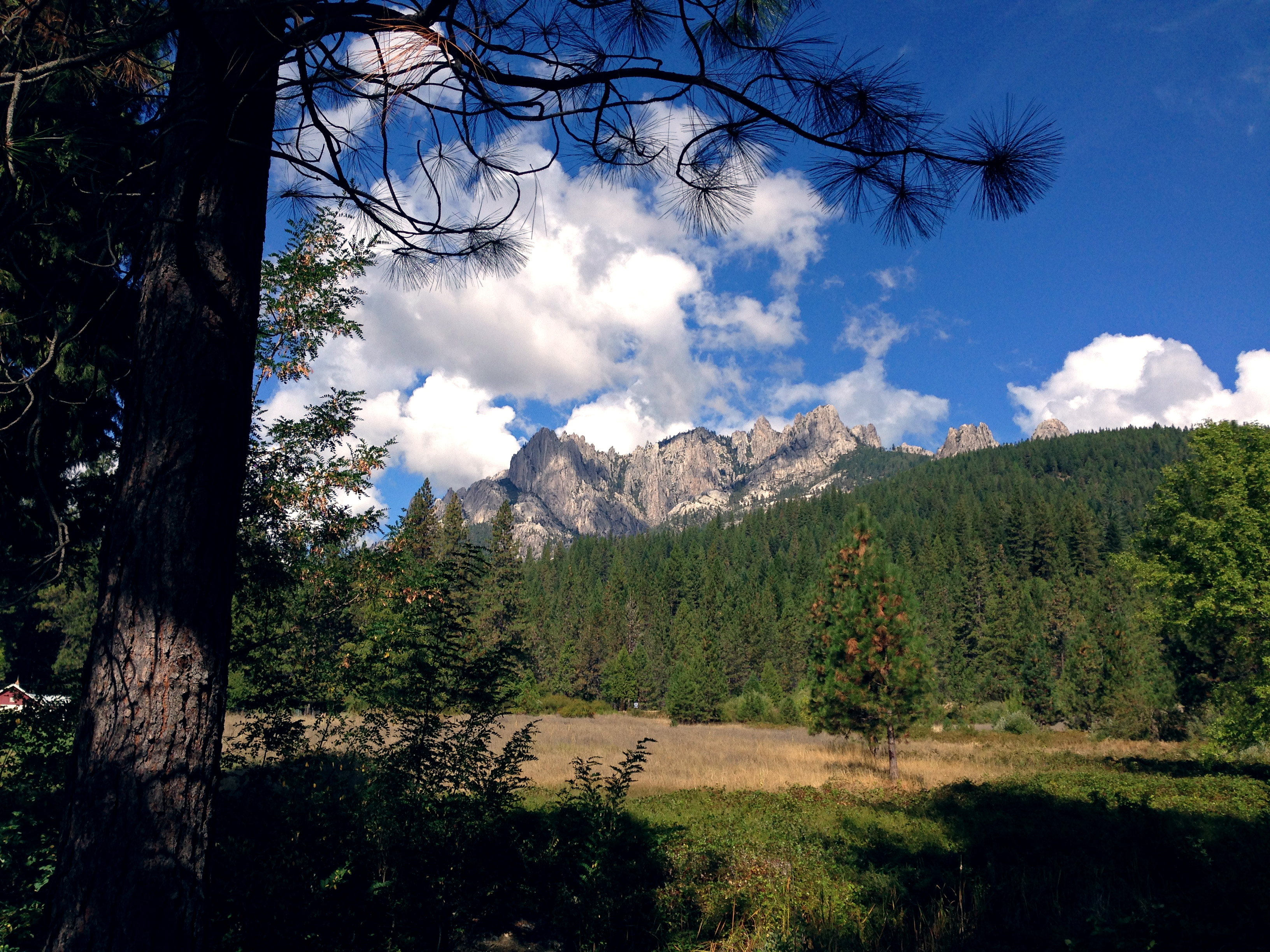
由5号州际公路观望峭壁城堡

城堡峭壁（英語：Castle Crags）是位于加利福尼亚州沙斯塔县一座巨型石山，最高处海拔6,500英尺（2,000）。